# Borisz Dmitrijevics Kuznyecov
Borisz Dmitrijevics Kuznyecov (oroszul: Борис Дмитриевич Кузнецов; Moszkva, 1928. június 14. – 1999. december 3.) szovjet (orosz) labdarúgóhátvéd.
A szovjet válogatott tagjaként részt vett az 1956. évi nyári olimpiai játékokon és az 1958-as labdarúgó-világbajnokságon, előbbin aranyérmet nyertek.

## Pályafutása

### Klubcsapatokban
1947-ben az MVO Moszkva együttesénél kezdte a labdarúgó pályafutását. Egy rövid időre a CSZKA Moszkva tartalékcsapatához került. 1951-ben a MVO Kalinyinhoz igazolt. 1953-ban a Gyinamo Moszkva játékosa lett, ahol 9 évig játszott, és négyszeres szovjet bajnok lett (1954, 1955, 1957, 1959). 1961-ben fejezte be a labdarúgó-pályafutását.

### A válogatottban
1954. szeptember 26-án debütált a szovjet válogatottban a Magyarország ellen 1–1-es döntetlennel végződött barátságos mérkőzésen. Összesen 26 nemzetközi találkozón játszott. 1956-ban a melbourne-i olimpián aranyérmet nyert az szovjet csapat tagjaként.

### Szakmai tevékenység

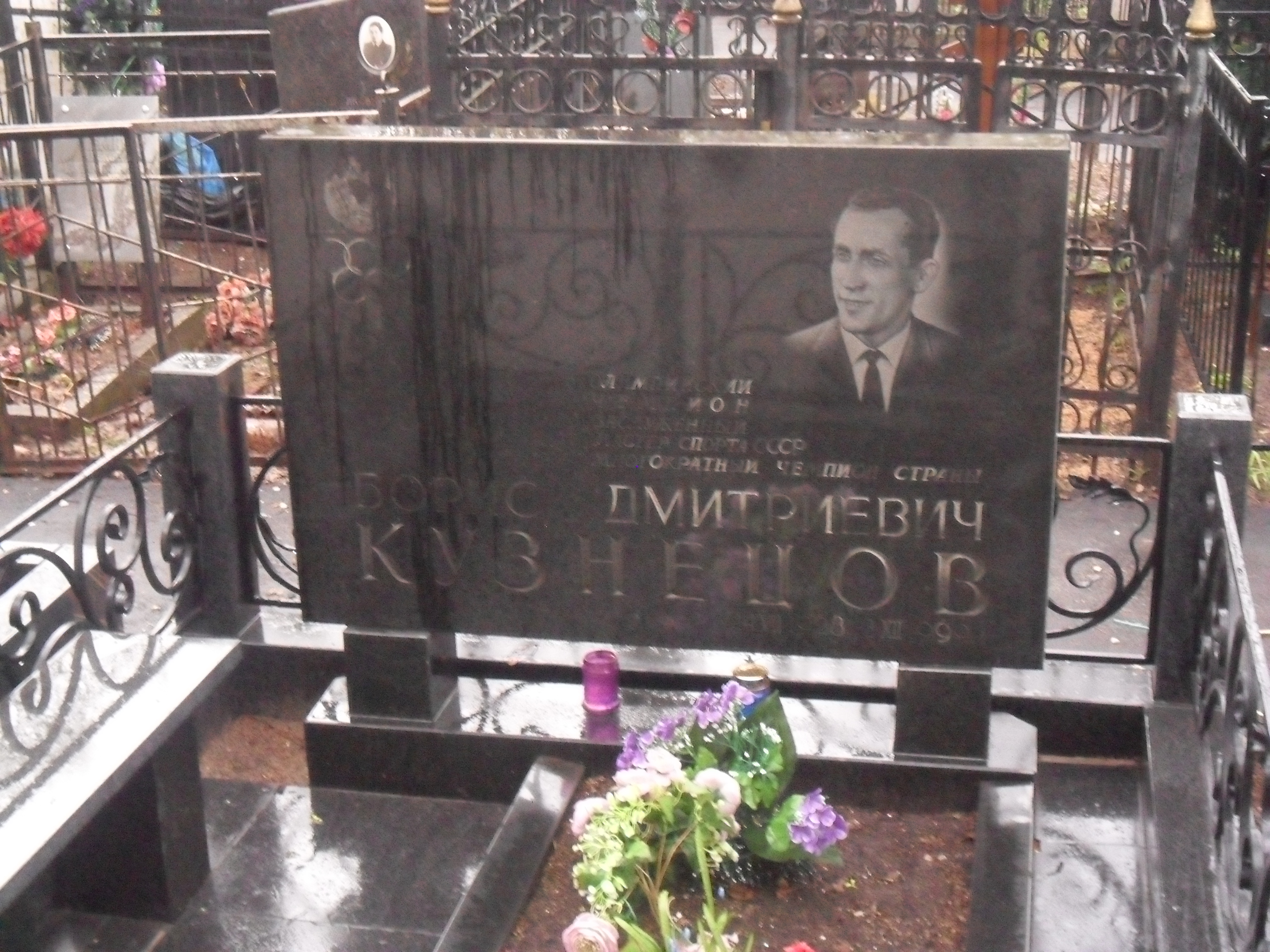
Sírja a moszkvai Vaganykovói temetőben

Futballpályafutása befejezése után 1963-tól 1964-ig a Gyinamo Moszkva ifjúsági klubcsapatainak edzője volt. 1965 és 1981 között a Szovjetunió KGB egységeiben a fizikai képzés vezetőjeként dolgozott. 1982 és 1988 között a Gyinamo Moszkva Városi Sporttelepén testnevelő oktatóként dolgozott.
1999. december 3-án halt meg Moszkvában. A Vaganykovói temetőben nyugszik.

## Sikerei, díjai

### Klubcsapattal
Gyinamo Moszkva
- Szovjet bajnokság (4): 1954, 1955, 1957, 1959
- Szovjet kupa (1): 1953

### A válogatottal
Szovjetunió
- Olimpiai arany (1):  Melbourne, 1956

## Fordítás
- Ez a szócikk részben vagy egészben  a   Boris Kuzniecow (1928–1999) című lengyel Wikipédia-szócikk ezen változatának fordításán alapul.  Az eredeti cikk szerkesztőit annak laptörténete sorolja fel. Ez a jelzés csupán a megfogalmazás eredetét és a szerzői jogokat jelzi, nem szolgál a cikkben szereplő információk forrásmegjelöléseként.